# Burma-vasút
| Strecke                                                                                            |         | von Ferencváros                           | von Ferencváros                           |
| Abzweig geradeaus und ehemals von links                                                            |         | Kis-Burma von Ferencváros rendező         | Kis-Burma von Ferencváros rendező         |
| Bahnhof                                                                                            | 0,0     | Soroksár                                  | Soroksár                                  |
| Abzweig ehemals geradeaus, nach rechts und ehemals von rechts                                      |         | nach Beograd und nach Soroksár-Terminál   | nach Beograd und nach Soroksár-Terminál   |
| Strecke mit Straßenbrücke (Strecke außer Betrieb)                                                  |         | Autópálya M5                              | Autópálya M5                              |
| Abzweig geradeaus, nach halblinks und nach halbrechts (Strecke außer Betrieb)                      | 4,0 0,0 | Pestszentimre felső elágazás (Abzw)       | Pestszentimre felső elágazás (Abzw)       |
| Kreuzung (Strecke geradeaus außer Betrieb) · Abzweig quer und ehemals von halbrechts               | 0,6     | Kispest elágazás (Abzw); Kreuzung mit 142 | Kispest elágazás (Abzw); Kreuzung mit 142 |
| Kreuzung mit U-Bahn (Strecken außer Betrieb)                                                       |         | Kreuzung mit Straßenbahn 54/51            | Kreuzung mit Straßenbahn 54/51            |
| Strecke (außer Betrieb)                                                                            | 4,9     | Soroksár elágazás (Abzw)                  | Soroksár elágazás (Abzw)                  |
| Abzweig geradeaus, nach links und von links (Strecke außer Betrieb) · Strecke quer (außer Betrieb) |         | Anschlussbahn Mülldeponie Cséry-telep     | Anschlussbahn Mülldeponie Cséry-telep     |
| Strecke (außer Betrieb)                                                                            | 5,4     | Kavicsbánya elágazás (Abzw)               | Kavicsbánya elágazás (Abzw)               |
| Kreuzung mit U-Bahn (Strecke geradeaus außer Betrieb)                                              | 7,8     | Kreuzung mit Straßenbahn 50               | Kreuzung mit Straßenbahn 50               |
| Dienststation / Betriebs- oder Güterbahnhof (Strecke außer Betrieb)                                | 9,3     | Pestszentlőrinc-Kavicsbánya               | Pestszentlőrinc-Kavicsbánya               |
| Abzweig ehemals geradeaus und von links                                                            |         | von Budapest-Nyugati                      | von Budapest-Nyugati                      |
| Haltepunkt / Haltestelle                                                                           |         | Szemeretelep (Hp und Abzw)                | Szemeretelep (Hp und Abzw)                |
| Strecke                                                                                            |         | nach Nyíregyháza                          | nach Nyíregyháza                          |

| Strecke                                                     |  | von Ferencváros                                          | von Ferencváros                                          |
| Dienststation / Betriebs- oder Güterbahnhof                 |  | Ferencváros rendező                                      | Ferencváros rendező                                      |
|                                                             |  | Ausziehgleis „Burma kihúzó“                              |                                                          |
| Kreuzung mit U-Bahn (Strecke geradeaus außer Betrieb)       |  | Kreuzung mit Straßenbahn 3/52                            | Kreuzung mit Straßenbahn 3/52                            |
|                                                             |  |                                                          |                                                          |
| Strecke (außer Betrieb)                                     |  | Verlauf durch Nagykőrösi út, überbaut durch Autópálya M5 | Verlauf durch Nagykőrösi út, überbaut durch Autópálya M5 |
|                                                             |  |                                                          |                                                          |
| Abzweig geradeaus und nach links (Strecke außer Betrieb)    |  | Anschlussbahn Mülldeponie Cséry-telep                    | Anschlussbahn Mülldeponie Cséry-telep                    |
| Strecke (außer Betrieb)                                     |  |                                                          |                                                          |
| Abzweig ehemals geradeaus und von rechts                    |  | von Ferencváros                                          | von Ferencváros                                          |
| Bahnhof                                                     |  | Soroksár                                                 | Soroksár                                                 |
| Abzweig geradeaus, ehemals nach links und ehemals von links |  | Nagy-Burma nach Szemeretelep                             | Nagy-Burma nach Szemeretelep                             |
| Strecke                                                     |  | nach Beograd und nach Soroksár-Terminál                  | nach Beograd und nach Soroksár-Terminál                  |

Als Burma-vasút („Burma-Bahn“) wurden zwei Güterverbindungsbahnen bezeichnet, die im Süden der ungarischen Hauptstadt Budapest mehrere Eisenbahnstrecken miteinander verknüpften und auch von strategischer Bedeutung waren.

## Bezeichnung
Bei der Burma-vasút handelt es sich um zwei Strecken, die sich im Bahnhof Soroksár zwar berühren, jedoch ursprünglich zu verschiedenen Zwecken und Zeitpunkten gebaut wurden. Die längere der beiden Strecken wird als Nagy-Burma („Große Burma-Bahn“), die kürzere als Kis-Burma („Kleine Burma-Bahn“) bezeichnet. Die Herkunft der Bezeichnung der Bahn mit dem früheren Namen Myanmars ist nicht bekannt; möglicherweise begründete sie sich in der häusernahen Streckenführung durch die eher ärmlichen, an Südostasien erinnernden Budapester Außenbezirke oder es handelte sich um einen militärischen Decknamen.

## Nagy-Burma

### Geschichte
Für den beim Bau der Bahnstrecke Budapest–Belgrad benötigten Gleisschotter legte die ungarische Staatsbahn Magyar Államvasutak in der Nähe des Budapester Stadtteils Szemeretelep im Südwesten von Budapest einen Kiestagebau an, den sie mit einer etwa zehn Kilometer langen Regelspurstrecke vom Bahnhof Soroksár an der im Bau befindlichen Bahnstrecke erschloss. Sie wurde im Dezember 1882 in Betrieb genommen. In der Nähe der Kiesgruben wurde der über sechs Gleise verfügende Bahnhof Pestszentlőrinc-Kavicsbánya eingerichtet, welcher zugleich von der östlich vorbeiführenden Bahnstrecke Budapest–Cegléd der Österreichisch-ungarischen Staatseisenbahngesellschaft aus angebunden war.
Während der beiden Weltkriege sowie in der Zeit dazwischen kam der Strecke eine strategische Bedeutung zu, da ihre Benutzung keine Fahrt durch die Bahnhöfe innerhalb von Budapest erforderte. Wegen Kriegsschäden an Brücken und Bahnhöfen in der Innenstadt wurde die Strecke in der Nachkriegszeit noch bis Ende der 1940er Jahre als Umgehungs-, aber auch als Trümmerbahn genutzt.
In den 1970er Jahren wurde der Kiesabbau in den Gruben bei Pestszentlőrinc-Kavicsbánya eingestellt und die Anzahl der Gleise des Bahnhofes auf zwei reduziert. Dennoch wurden entlang der Strecke einige Gleisanschlüsse bedient, bevor der Güterverkehr in den 1990er Jahren auf ein Minimum einbrach. Zwischen Mai und November 2001 konnte im Rahmen der Sanierung der Bahnstrecke Budapest–Belgrad der südliche Abschnitt der Bahn noch einmal als Ausweichstrecke dienen, bei der die Reisezüge mit einer Diesellok von Soroksár über die Burma-vasút, Kispest und Ferencváros nach Budapest-Keleti umgeleitet wurden.
Die letzten planmäßigen Verkehre fanden bis 2006 zwischen Szemeretelep und dem Gleisanschluss eines Containerherstellers in der Nähe von Pestszentlőrinc-Kavicsbánya statt, der nördliche Abschnitt der Burma-vasút wurde aber dennoch für einige Jahre passierbar gehalten, ehe sie 2021 offiziell aus dem Bebauungsplan als Bahnstrecke gestrichen wurde. Auf der Trasse soll nun ein Radweg entstehen.

### Gleisverbindungen
In der Zeit nach der Eröffnung der Burma-vasút Ende des 19. Jahrhunderts entstanden im Süden der rasch anwachsenden Hauptstadt weitere Bahnstrecken. 1889 wurde die Bahnstrecke Budapest–Lajosmizse eröffnet, welche die Burma-vasút in der Nähe des Haltepunktes Pestszentimre felső höhenfrei kreuzte. Zudem wurde die bis 1897 erbaute Anschlussbahn der Mülldeponie Cséry-telep mit einem Gleisdreieck an die Burma-vasút angebunden; zuvor war diese lediglich an das Budapester Straßenbahnnetz angeschlossen. 1929 wurde durch die Lokalbahngesellschaft Budapest-Szentlőrinci Helyi Érdekű Vasút die heutige Straßenbahnlinie 50 eröffnet, die für die Kreuzung mit der Burma-vasút bei Streckenkilometer 7,8 auf eigene Kosten eine Deckungsstelle betrieb.
Während des Zweiten Weltkrieges wurden mehrere Verbindungskurven angelegt: 1944 in Soroksár sowie in der Nähe der Kreuzung mit der Strecke Budapest–Lajosmizse, mit denen auch Fahrten von Kelebia nach Kőbánya-Kispest beziehungsweise Cegléd unter Umgehung des Bahnhofes Ferencváros möglich waren; Anfang 1945 kam eine weitere Verbindungskurve nach Pestszentimre felső an der Strecke nach Lajosmizse hinzu. Beim Rückzug der deutschen Truppen wurde das südliche Verbindungsgleis in Soroksár unbrauchbar gemacht, jedoch nach Ende des Krieges wieder instand gesetzt. Nachdem die Kriegsschäden an den Hauptstrecken weitestgehend beseitigt worden waren und die Burma-vasút nicht mehr als Umleitungsstrecke benötigt wurde, wurde das südliche Verbindungsgleis in Soroksár Ende der 1940er Jahre endgültig abgebaut sowie die Verbindungskurve nach Pestszentimre felső im Dezember 1948.
1957 endete der Transport von Müll zur Deponie Cséry-telep, das Gleisdreieck an der Burma-vasút blieb jedoch für zwei Ladegleise erhalten, auf denen aus der Deponie gewonnener Kompost verladen wurde. 1958 wurde unter Nutzung alter Industriebahntrassen die Straßenbahnlinie 54 (später 51) nach Pestszentimre felső erbaut, welche die Burma-vasút direkt neben der bereits vorhandenen Kreuzung der Bahnstrecke nach Lajosmizse querte. Die Deckungssignale beider Kreuzungen wurden von Pestszentimre felső aus bedient. 1983 wurde die Straßenbahnlinie 51 eingestellt und ihre Gleiskreuzung zurückgebaut. Ende der 1990er Jahre wurde bei der Sanierung der Bahnstrecke Budapest–Lajosmizse auch deren Gleiskreuzung ausgebaut, jedoch für einen kurzfristigen Wiedereinbau neben der Strecke gelagert.
Bei der Sanierung der Bahnstrecke Budapest–Cegléd zwischen 2006 und 2007 wurde die Anbindung der Burma-vasút in Szemeretelep als Anschlussstelle vereinfacht, bei der Fahrten erst ein Ausziehgleis benutzen müssen, um in Richtung Pestszentlőrinc-Kavicsbánya zu fahren. Zuvor waren auch direkte Fahrten in Richtung Cegléd möglich. Im November 2019 wurde die Gleiskreuzung mit der Straßenbahnlinie 50 zurückgebaut und der bis dahin lediglich von Vegetation überwucherte nördliche Abschnitt wie der seit 2001 ungepflegte südliche unpassierbar.

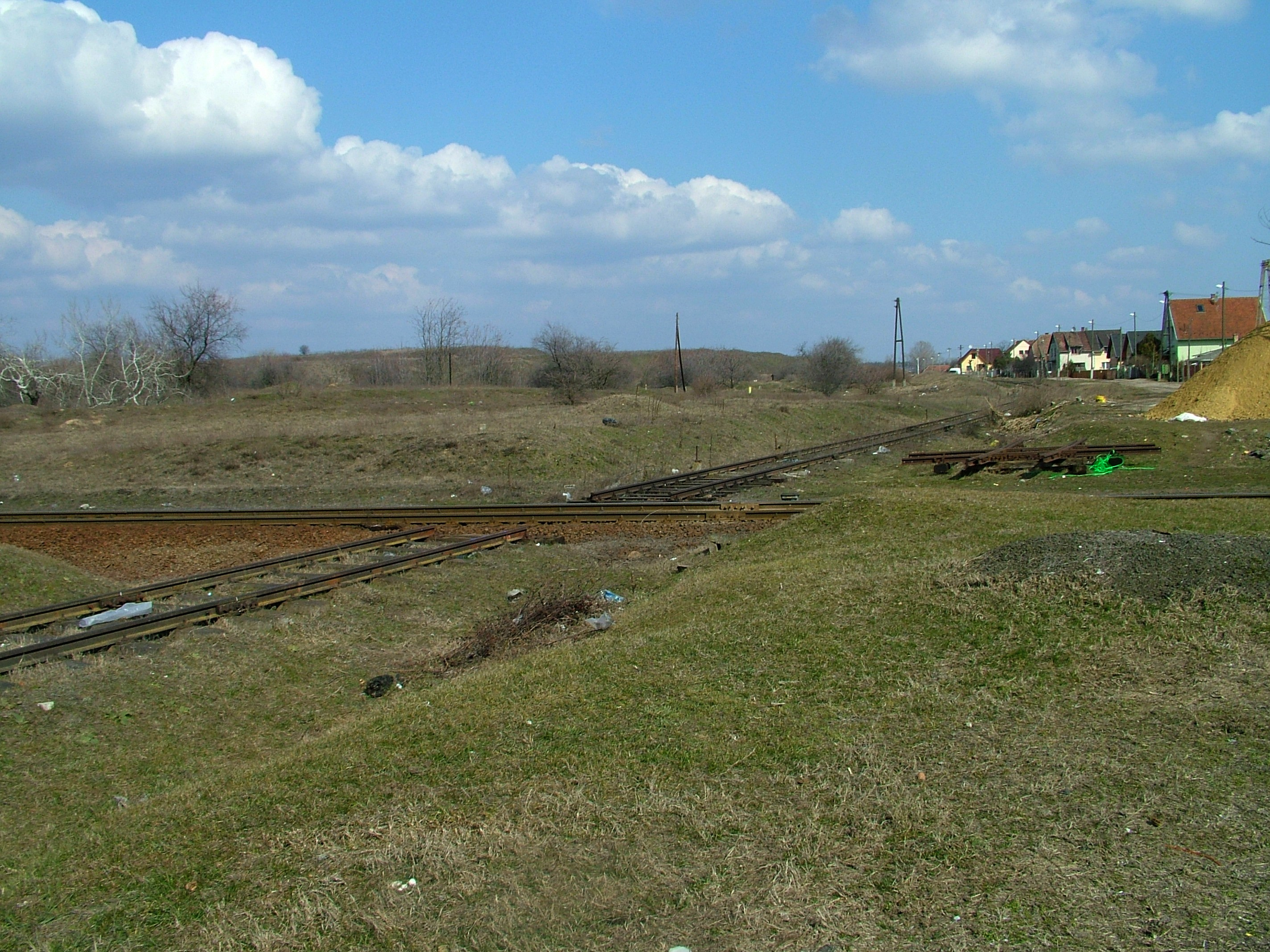
Bahnstrecke Budapest–Lajosmizse, rechts die ausgebaute Kreuzung (2010)
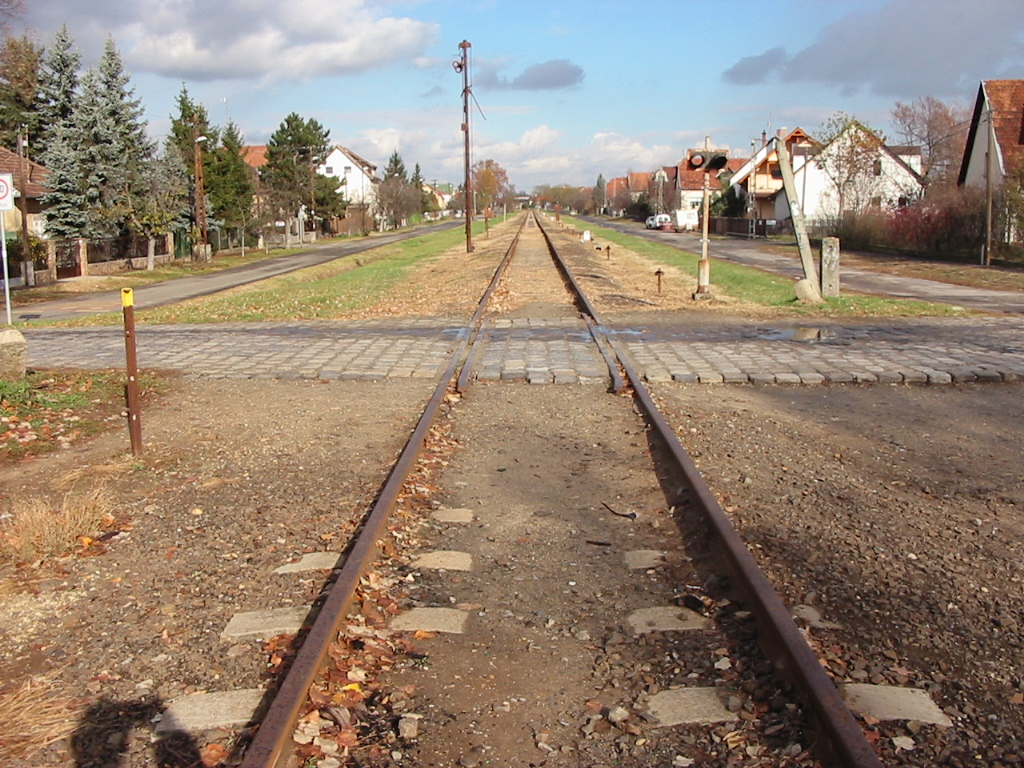
Strecke mit Resten eines Deckungssignals (2007)
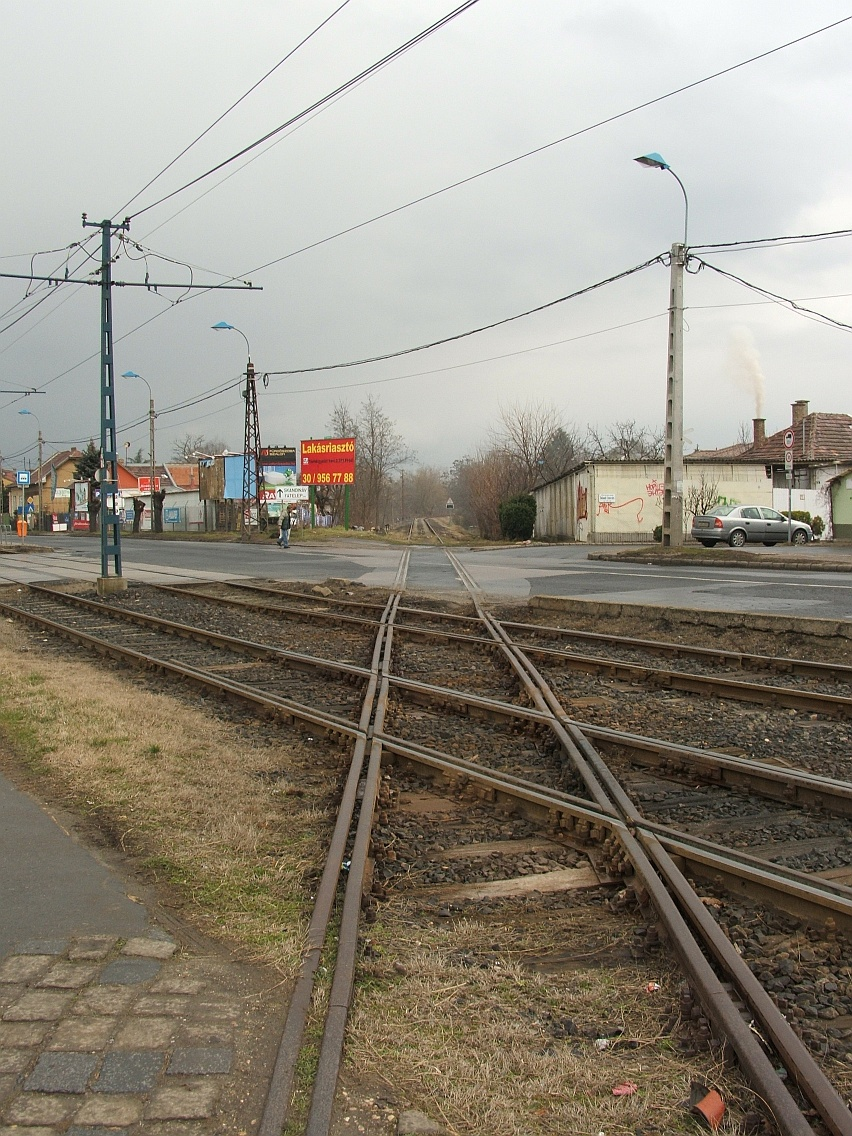
Kreuzung der Straßenbahnlinie 50 (2009)
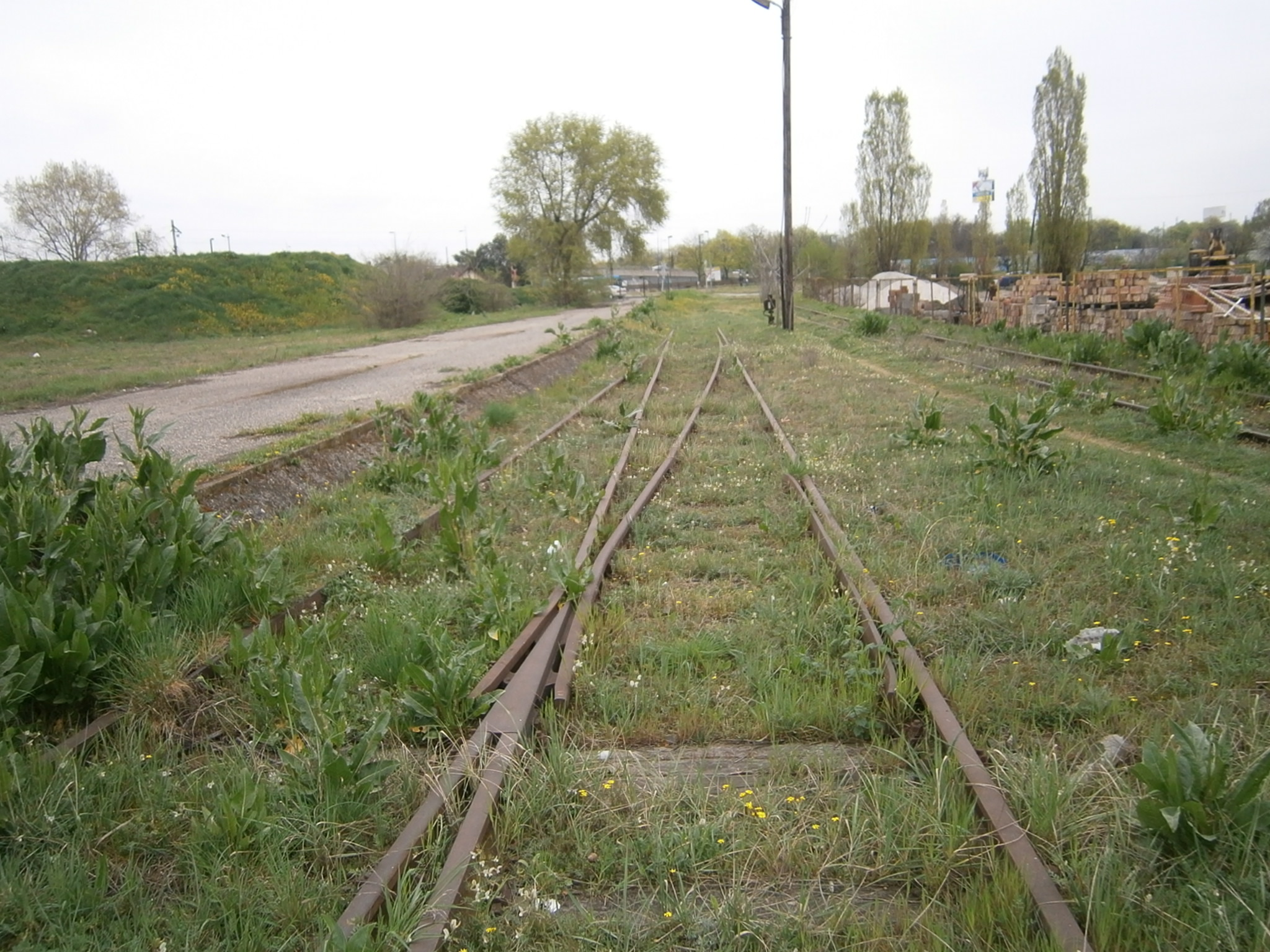
Bahnhof Pestszentlőrinc-Kavicsbánya (2016)
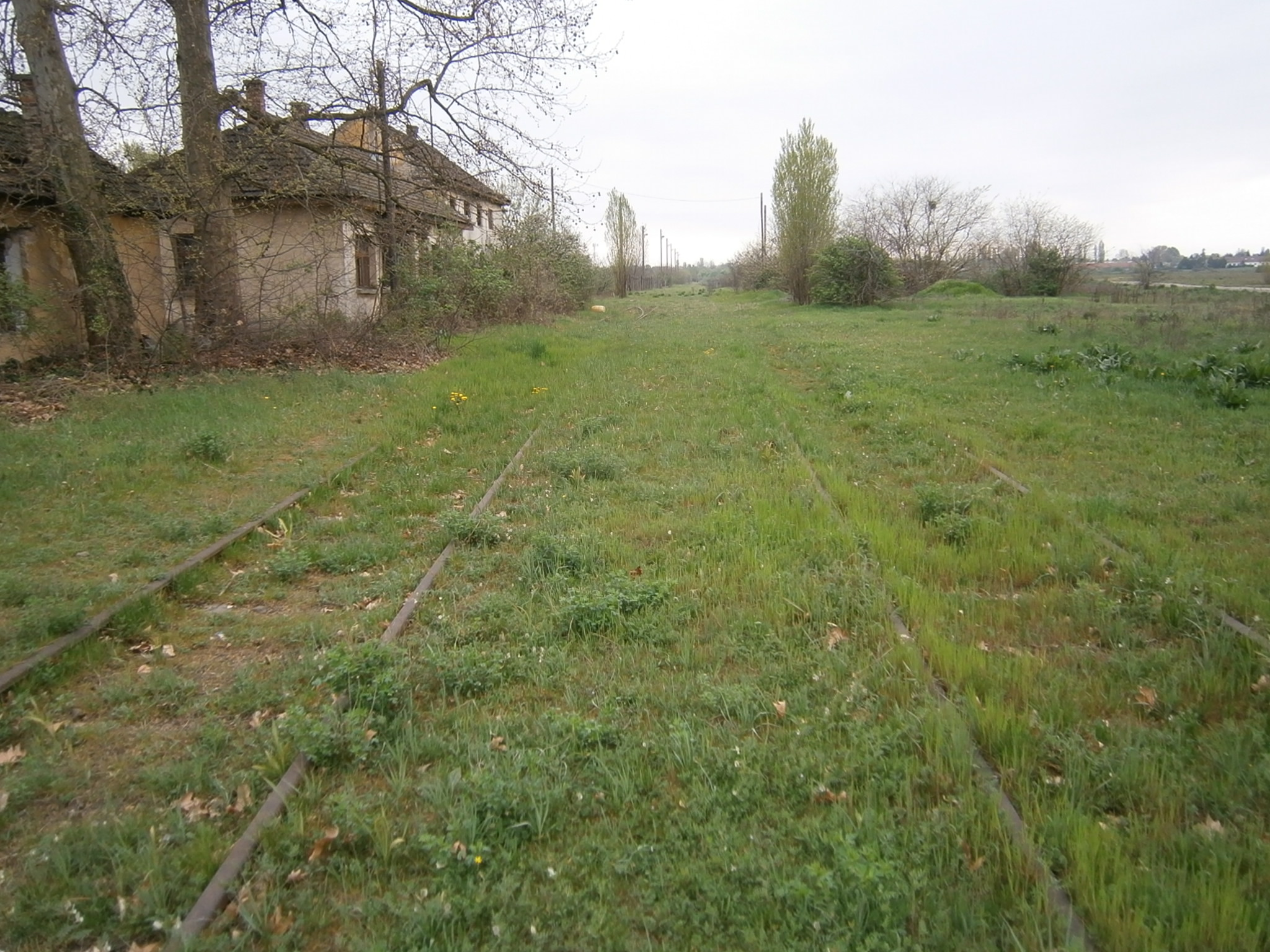
Bahnhof Pestszentlőrinc-Kavicsbánya (2016)
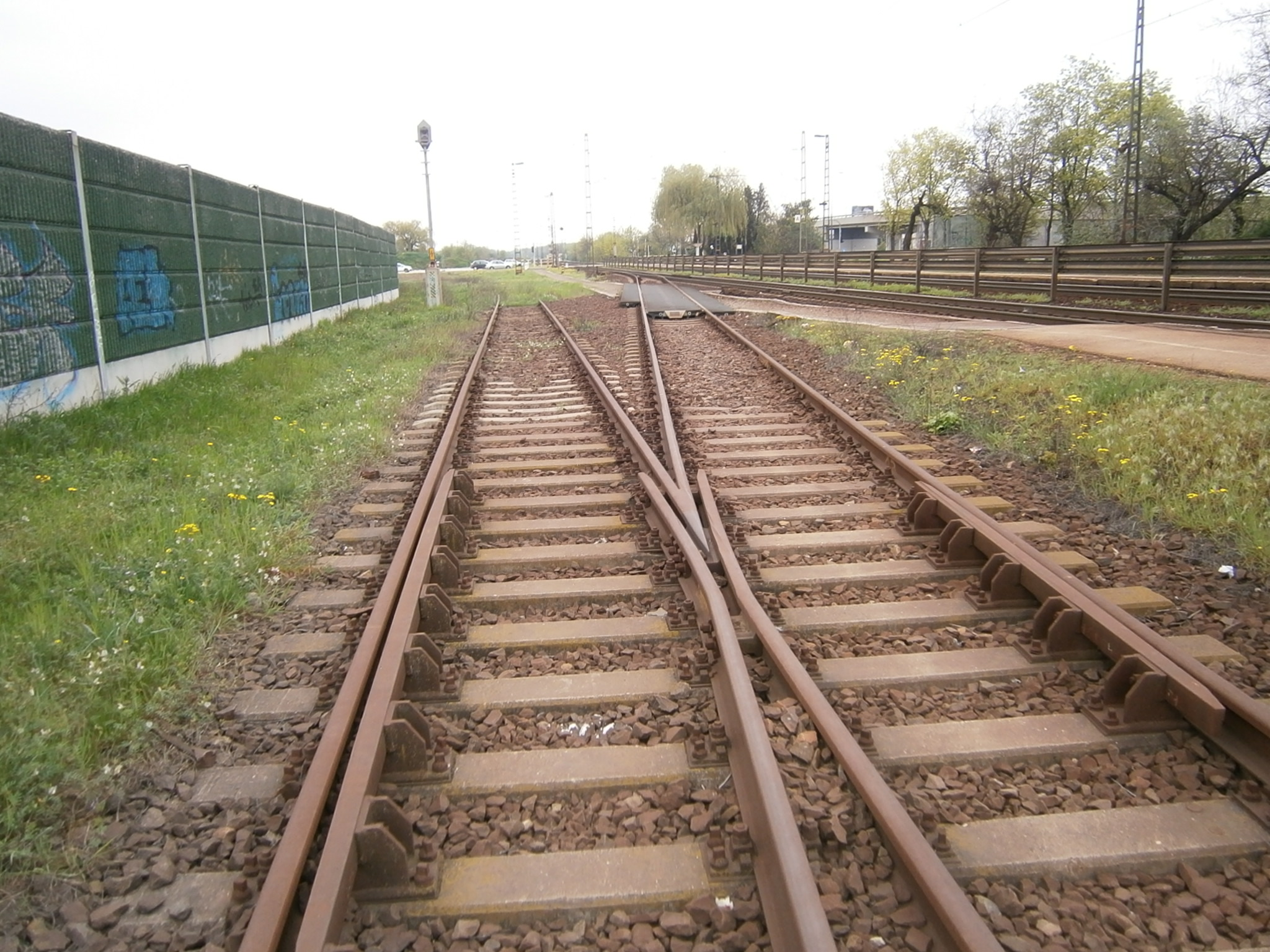
Einmündung in die Bahnstrecke Budapest–Cegléd in Szemeretelep (2016)

## Kis-Burma
Der Bau der Kis-Burma wurde 1918 durch die Ungarischen Staatsbahnen beantragt. Die Strecke führte vom südlichen Ende des Rangierbahnhofes Ferencváros zum Bahnhof Soroksár an der Bahnstrecke Budapest–Belgrad. Sie kreuzte zunächst die Strecke der heutigen Straßenbahnlinien 3 und 52 und verlief dann entlang der Nagykőrösi út sowie weiterer Straßen des XX. Budapester Bezirks. 1983 wurde die Strecke zugunsten des Baues der Autópálya M5 stillgelegt. Bis 1996 wurde der südliche Abschnitt der Strecke noch als Anschlussgleis eines Baustoffwerkes betrieben; 2006 wurden die verbliebenen Gleise abgebaut. In Ferencváros wird ein Stück der Strecke noch als „Burma kihúzó“ genanntes Ausziehgleis benutzt.